# Reden an die deutsche Nation
Die Reden an die deutsche Nation (EA Berlin 1808) ist die wirkmächtigste und wohl bekannteste Schrift des Philosophen Johann Gottlieb Fichte. Sie basiert auf Vorlesungen, die Fichte ab dem 13. Dezember 1807 in Berlin zur Zeit der französischen Besetzung gehalten hatte, und sind als eine Fortsetzung der Grundzüge des gegenwärtigen Zeitalters zu betrachten. 
Die Reden versuchen, ein Nationalgefühl zu wecken, und zielen auf die Gründung eines deutschen Nationalstaates, der die Nachfolge des erloschenen Heiligen Römischen Reiches antreten und sich von der französischen Herrschaft emanzipieren sollte. Allein die Deutschen hätten demnach eine „reine Sprache“, die sie zu tiefen und gründlichen Überlegungen befähige. Er fordert eine außenpolitisch autarke Handelspolitik, die allgemeine Wehrpflicht und eine „Nationalerziehung“, welche „die Freiheit des Willens gänzlich vernichtet“, um den Einzelnen in ihrem Sinne zu formen.
Im Wesentlichen besteht er auf einen Essentialismus, und zwar hinsichtlich des angeblich „deutschen Wesens“. Trotz ihrer ehedem weiten Verbreitung wurden sie selten gelesen und noch weniger verstanden, nicht zuletzt wegen der barocken Sprache und der metaphysischen Begriffsbildung Fichtes.

## Ausgaben
- Johann Gottlieb Fichte: Reden an die deutsche Nation. Realschulbuchhandlung, Berlin 1808 (Digitalisat und Volltext im Deutschen Textarchiv).
- Erich Fuchs u. a. (Hrsg.): Johann Gottlieb Fichte. Gesamtausgabe der Bayerischen Akademie der Wissenschaften. Teil 1: Werke, Band 10: Werke 1808–1812. Frommann-Holzboog, Stuttgart-Bad Cannstatt 2005, ISBN 978-3-7728-2170-7.
- Wilhelm G. Jacobs, Peter L. Oesterreich (Hrsg.): Werke in 2 Bänden. Band 2, Frankfurt a. M. 1997, ISBN 3-618-63073-5, S. 539–788.
- Johann Gottlieb Fichte: Reden an die deutsche Nation. 1808. In: Philosophische Bibliothek, Band 204. 5. Auflage. Meiner, Hamburg 1978.

## Sekundärliteratur
- Emil Lask: Fichtes Idealismus und die Geschichte. Tübingen 1914 (zuerst: 1902).
- Bertrand Russell: Die geistigen Väter des Faschismus. In: Bertrand Russell: Philosophische und politische Aufsätze. Reclam, 1935, S. 115ff.
- Micha Brumlik: Geheimer Staat und Menschenrecht – Fichtes Antisemitismus der Vernunft. In: ders., Deutscher Geist und Judenhaß. Das Verhältnis des philosophischen Idealismus zum Judentum. Luchterhand, München 2000, S. 75–131.
- Stefan Reiß: Fichtes „Reden an die deutsche Nation“ oder: Vom Ich zum Wir. Akademie-Verlag, Berlin 2006.
- Manfred Voigts: Wir sollen alle kleine Fichtes werden! Der Judenfeind J. G. Fichte als Prophet der Kultur-Zionisten. Philo Verlagsgesellschaft, Berlin 2003.